# Siptah
Akhenre Setepenre Siptah hay Merneptah Siptah là vị vua áp chót của Vương triều thứ 19, cai trị được 7 năm, 1197 – 1191 TCN. Thân thế của ông đến nay vẫn còn là bí ẩn.
Ông lên ngôi khi còn nhỏ, ngay sau khi Seti II qua đời với sự nhiếp chính của nữ hoàng Twosret.

## Thân thế
Ban đầu, mẹ của Siptah được tin là Tiaa, một thứ phi người Syria của Seti II. Niềm tin này đã bị chấm dứt khi người ta phát hiện tấm bia mang số hiệu E 26901 (thuộc Bảo tàng Louvre) có ghi tên người mẹ của ông, Sutailja (hoặc Shoteraja). Sutailja là một thứ thiếp đến từ Canaan của một vị vua không rõ tên. Tuy nhiên, cả Dodson và Hilton đều phủ nhận điều này, và cho ông là con của Ramesses II.
Người ta vẫn chưa thể xác định được cha đẻ của Siptah. Các nhà Ai Cập học nghĩ rằng, Amenmesse mới là cha của Siptah chứ không phải Seti II, bởi vì Amenmesse và Siptah đều lớn lên tại Akhmim và cả hai đều không có mặt trong cảnh rước tượng của các vị vua thuộc thời kỳ Tân vương quốc (cảnh trên đền thờ của Ramesses III ở Medinet Habu). Chính vì vậy mà cả hai vị vua được cho là "những kẻ soán ngôi và vì thế mà họ là cha con với nhau".
Một lý giải khác cho việc Siptah là vua không chính thống bởi các vua đời sau là vì Siptah đã yêu cầu sự trợ giúp từ Đại pháp quan Bay để bảo vệ ngai vàng của mình. Nếu Siptah thực sự là con của vua tiền nhiệm Seti II, thì do còn khá nhỏ và là con của tỳ thiếp, ông được đặt dưới sự nhiếp chính của người mẹ kế, nữ hoàng Twosret.

Một bức tượng không đầu của Siptah tại Munich cho thấy ông đang ngồi trên lòng một pharaon khác, có thể đoán là cha của ông. 

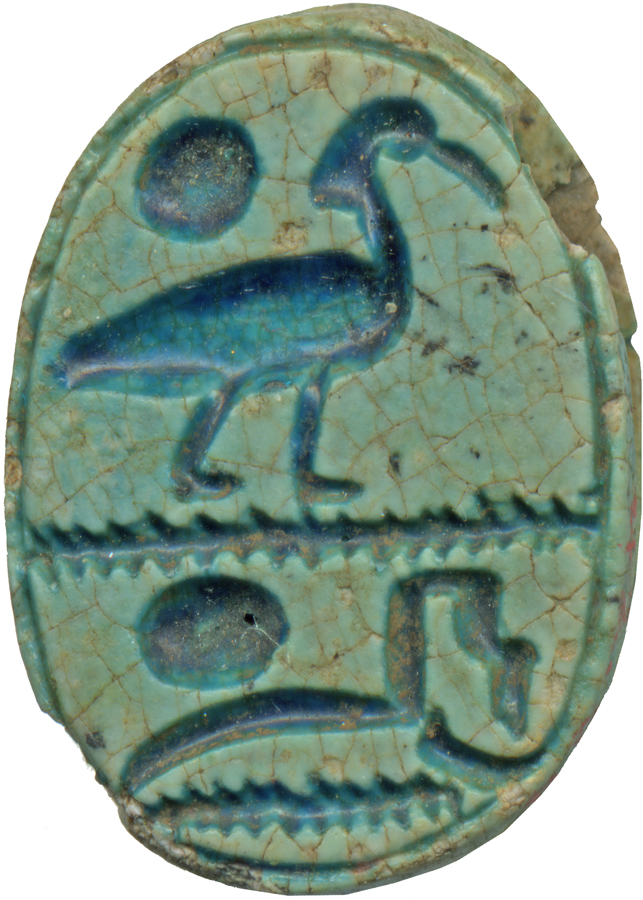
Con dấu hình bọ hung của Siptah

## Trị vì
Đại pháp quan Bay đã tự hào cho rằng, mình là người có công trong việc đưa Siptah lên ngôi. Một cảnh vẽ trên tường tại lối vào đền thờ của vua Horemheb (Gebel el-Silsila) có ghi dòng chữ như sau:
"Linh hồn vĩ đại của Giám quan của con những con dấu trên toàn bộ vùng đất, người đưa nhà vua [Siptah] kế vị cha của ngài, được yêu mến bởi hoàng thượng, Bay"
Tuy nhiên, vì sự tự cao tự đại của mình mà Bay đã bị hành quyết theo lệnh của Siptah vào năm trị vì thứ năm của ông. Tin tức này sau đó được lan truyền đến những công nhân tại Deir el-Medina. Nhà vua còn ban chỉ thị, dừng mọi hoạt động xây mộ của Bay vì hắn là kẻ phản bội.
Siptah xuất hiện lần cuối cùng vào năm trị vì thứ sáu của mình trên một bức vẽ tại phía nam ngôi đền Buhen. Sau khi ông băng hà, Twosret đã thiết lập một triều đại riêng biệt cho bà, kéo khoảng từ 1 - 2 năm. Thời gian này, Setnakhte đã nổi dậy để đoạt ngai vàng từ tay nữ hoàng. Twosret là pharaon cuối cùng của Vương triều thứ 19, và Setnakhte đã kế vị ngai vàng, lập ra Vương triều thứ 20.

## Qua đời

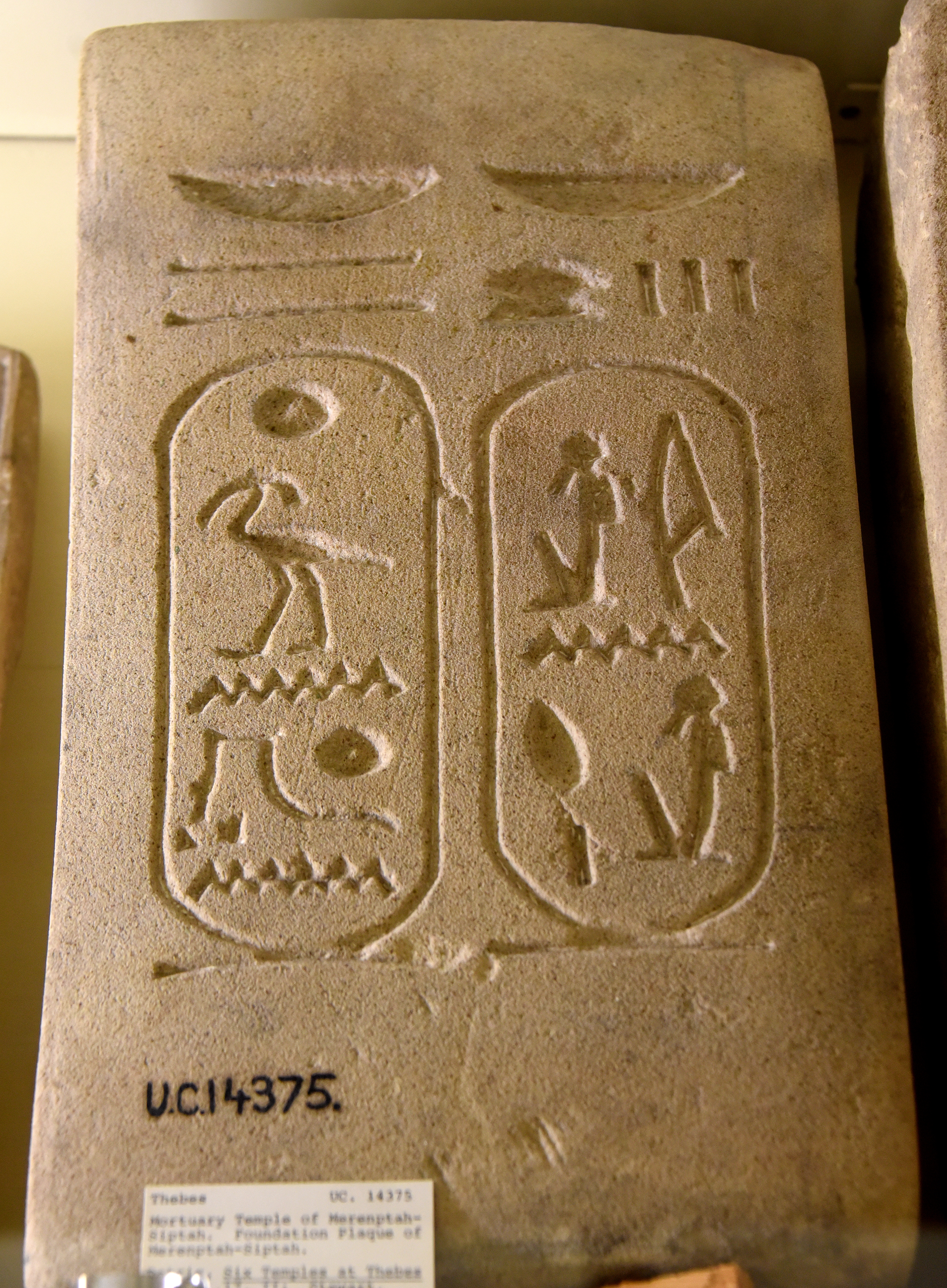
Viên gạch bằng sa thạch có mang 2 khung tên của Siptah (Bảo tàng Petrie, Luân Đôn)

Siptah được an táng tại ngôi mộ KV47 nhưng xác ướp của ông được tìm thấy tại KV35, mộ của Amenhotep II.

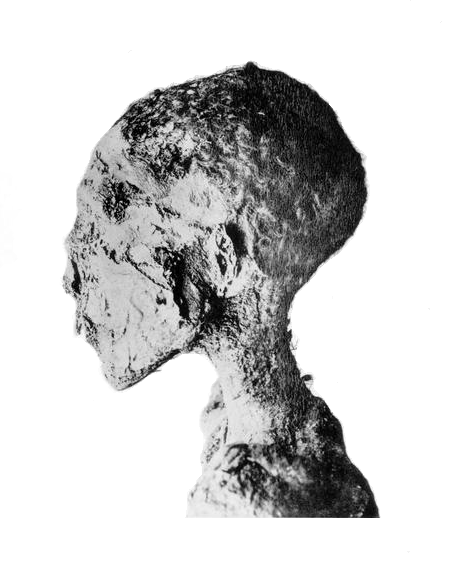
Đầu xác ướp Siptah

Xác ướp của Siptah cho thấy rằng ông mất khi mới 16 tuổi. Ông cai trị Ai Cập trong 6 - 7 năm nên ông lên ngôi khi được 10, 11 tuổi. Siptah cao 1.6 mét, mái tóc xoăn màu nâu đỏ và có dị tật ở chân trái do bại liệt.